# Sturnia malabarica
Lo storno codacastana (Sturnia malabarica Gmelin, 1789) è un uccello appartenente all'ordine dei passeriformi, della famiglia degli storni.

## Tassonomia e distribuzione
La specie, appartenente al genere Sturnia, ha due sottospecie:
- Sturnia malabarica malabarica, diffusa nell'India settentrionale, in Nepal, Bhutan, Bangladesh e nella Birmania nordoccidentale;
- Sturnia malabarica nemoricola, diffusa nella Cina meridionale, a Taiwan, in Birmania, Thailandia, Laos, Vietnam e Cambogia.

Entrambe le sottospecie si trovano anche nelle aree dell'India meridionale e in alcune zone del Pakistan.

## Descrizione
Gli esemplari adulti hanno una lunghezza di circa 20 cm. Le penne superiori sono grigie e le remiganti sono nerastre, mentre il colore del resto del piumaggio dipende dalla sottospecie di appartenenza. Nella sottospecie nominale il piumaggio inferiore, compreso il sottocoda, è rossastro, mentre nella sottospecie nemoricola le parti inferiori sono rossastre tendenti al bianco. Entrambe le sottospecie hanno la testa grigio chiaro con striature biancastre (specialmente nella regione della corona e del colletto) e presentano iridi bianche e becco giallo con la base blu pallido. I due sessi hanno caratteristiche simili, ma i giovani hanno il piumaggio inferiore biancastro e punte castane sulle penne della coda.